# Balaklija
Balaklija (Oekraïens: Балаклія) is een plaats in Oekraïne, in de oblast Charkov.
De stad Balaklija ligt op de linker oever van de Donets, op ongeveer 100 km afstand en zuidoostelijk van Charkov.
Op woensdag 22 maart 2017 was er een brand in het grootste munitiedepot van Oekraïne, waarna er 20.000 mensen bij deze stad geëvacueerd werden.
Op 3 maart 2022, tijdens de Russische invasie in Oekraïne, verklaarde het Russische ministerie van Defensie dat ze de stad hadden veroverd. Eind april 2022 werd aangekondigd dat ze het grootste munitiedepot in Oekraïne hadden veroverd waar ook "NATO-munitie" werd opgeslagen.
Op donderdag 8 september 2022 werd de stad bevrijd